# Madera (Californië)
Madera is een plaats (city) in de Amerikaanse staat Californië, en valt bestuurlijk gezien onder Madera County.

## Demografie
Bij de volkstelling in 2000 werd het aantal inwoners vastgesteld op 43.207.
In 2006 is het aantal inwoners door het United States Census Bureau geschat op 54.959, een stijging van 11752 (27,2%).

## Geografie
Volgens het United States Census Bureau beslaat de plaats een oppervlakte van
31,8 km², geheel bestaande uit land. Madera ligt op ongeveer 83 m boven zeeniveau.

## Plaatsen in de nabije omgeving
De onderstaande figuur toont nabijgelegen plaatsen in een straal van 24 km rond Madera.

## Geboren in Madera (Cal.)
- Lee Evans (1947-2021), sprintatleet en olympisch kampioen